# Shogo Nakatsuru
Shogo Nakatsuru (中津留 奨吾 Nakatsuru Shogo?, nacido el 3 de junio de 1987 en Fukuoka) es un exfutbolista japonés. Jugaba de centrocampista y su último club fue el Fujieda MYFC de Japón.

## Trayectoria

### Clubes
| Club             | País  | Año         |
| ---------------- | ----- | ----------- |
| V-Varen Nagasaki | Japón | 2010 - 2012 |
| Fujieda MYFC     | Japón | 2013 - 2015 |

## Estadística de carrera

### J. League
| Club         | Año   | J. League | J. League | Copa J. League | Copa J. League | Total | Total |
| Club         | Año   | Part.     | Goles     | Part.          | Goles          | Part. | Goles |
| ------------ | ----- | --------- | --------- | -------------- | -------------- | ----- | ----- |
| Fujieda MYFC | 2014  | 25        | 0         | -              | -              | 25    | 0     |
| Fujieda MYFC | 2015  | 6         | 0         | -              | -              | 6     | 0     |
| Total        | Total | 31        | 0         | 0              | 0              | 31    | 0     |